# Beata z Potockich Czacka

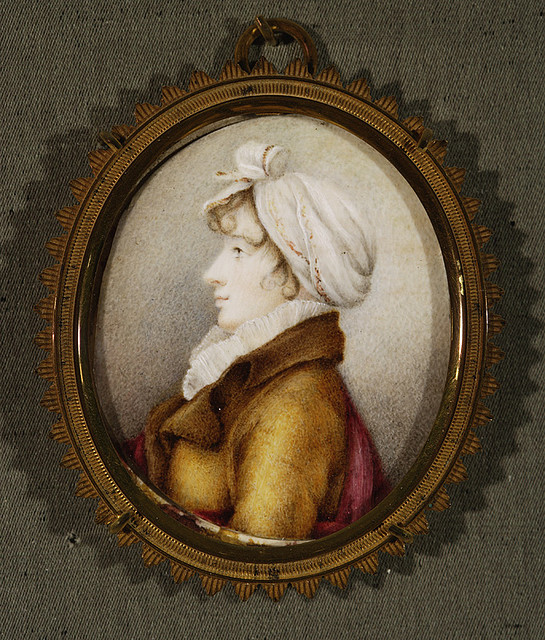
Beata Czacka: portret Zofii Komorowskiej

Beata z Potockich Czacka herbu Pilawa (Złota) (ur. 1760, zm. 25 sierpnia 1824 w Sielcu) – córka Ignacego Potockiego i Urszuli Dzieduszyckiej h. Sas, malarka.

## Życiorys
Urodziła się w 1760 w rodzinie Ignacego Potockiego generał-lejtnanta wojsk koronnych, cześnika koronnego, starosty łukowskiego, gliniańskiego, nowosielskiego i jego żony Urszuli Dzieduszyckiej z Dzieduszyc h. Sas.
Umiejętności i wiedzę malarską zdobywała u artystów krajowych oraz będąc na wyjeździe we Włoszech. 

## Twórczość
Do jej twórczości należą obrazy:
- Hebe karmiąca orła,
- Portret familijny, w którym na wzór matki Grakchów, okazuje swe dzieci jako najdroższe klejnoty,
- Portret w postaci Sybilli,
- Portret P. Bystrego,
- Jego żony,
- Głowy starców
- Wyposażenie kościołów w Sieluniu oraz w Sielcu.

Zamężna z Michałem Czackim h. Świnka, z którym miała pięcioro dzieci: Feliksa, Konstancję, Julię, Aleksandra i Anielę.
Zmarła 25 sierpnia 1824 w Sielcu, rodowej posiadłości Czackich.